# Дали Сото (Лука)
Дали Сото је насеље у Италији у округу Лука, региону Тоскана.
Према процени из 2011. у насељу је живело 93 становника. Насеље се налази на надморској висини од 867 м.